# Capricci di donna
Capricci di donna (The Untamed Lady) è un film muto del 1926 diretto da Frank Tuttle. Fu il debutto sullo schermo di Nancy Kelly che, all'epoca, era un'attrice bambina. La sceneggiatura di James Ashmore Creelman è tratta da una storia originale di Fannie Hurst

## Trama
St. Clair Van Tassel, ragazza ricca e dal temperamento un po' troppo esuberante, lascia la città per ritirarsi in campagna. Lungo la strada, ha un incidente e va a finire con l'auto in un fossato, ma viene aiutata da un automobilista di passaggio, Larry Gastlen. Tra i due si sviluppa una crescente amicizia che sfocia ben presto in amore. Larry parte sul suo yacht per Cuba, rifiutando di prendere a bordo anche St.Clair, ma la giovane si imbarca clandestinamente. Quando lui la scopre, fa immediatamente rotta per New York ma St.Clair, che non vuole ritornare a casa, combina dei guai per far andare fuori rotta l'imbarcazione. Lo yacht incappa in una tempesta che mette tutto a soqquadro, tanto che il fuochista resta ferito. A sostituirlo, sarà proprio l'intemperante St.Clair, costretta - per una volta - a mettere la testa a posto. Dopo essere sbarcati a terra, la ragazza parte da sola per il suo cottage. Larry, che ha voluto seguirla, cade da cavallo e viene portato in ospedale. Finalmente, St.Clair ammette che l'amore l'ha avuta vinta sul suo carattere capriccioso.

## Produzione
Il film fu prodotto dalla Famous Players-Lasky Corporation e venne girato nei Paramount Studios di Astoria, nel Queens. Secondo Film Daily del 10 gennaio 1926, parte delle riprese furono effettuate a Pinehurst.

## Distribuzione
Distribuito dalla Paramount Pictures, il film - presentato da Jesse L. Lasky e da Adolph Zukor - uscì nelle sale cinematografiche statunitensi il 22 marzo 1926 dopo una prima tenuta a New York il 14 marzo 1926.